# Bodia (Camaleño)
Bodia es una localidad del municipio de Camaleño (Cantabria, España). En el año 2023 contaba con una población de 5 habitantes (INE). La localidad está ubicada a 450 metros de altitud sobre el nivel del mar, en la margen derecha del río Deva, en un valle que forma un arroyo que baja de la Sierra de la Fuente. Dista 3 kilómetros de la capital municipal, Camaleño.
Existe una iglesia dedicada a San Acisclo, del siglo XVIII, con un retablo de madera sin policromar.